# Mandzsu berkiposzáta
A mandzsu berkiposzáta (Horornis borealis) a verébalakúak (Passeriformes) rendjébe, ezen belül a Cettiidae családba és a Horornis nembe tartozó faj. Egyes rendszerezések a japán berkiposzáta alfajának tekintik. 15-18 centiméter hosszú. Kelet-Ázsia északi részének erdős területein költ, déli részén telel. Kis gerinctelenekkel táplálkozik. Márciustól augusztusig költ.
A magyar elnevezés nincs forrással megerősítve, az angol név tükörfordítása.

## Fordítás
- Ez a szócikk részben vagy egészben  a   Manchurian bush warbler című angol Wikipédia-szócikk fordításán alapul.  Az eredeti cikk szerkesztőit annak laptörténete sorolja fel. Ez a jelzés csupán a megfogalmazás eredetét és a szerzői jogokat jelzi, nem szolgál a cikkben szereplő információk forrásmegjelöléseként.